# Choragus zimmermanni
Espèce
Choragus zimmermanni est une espèce d'insectes coléoptères appartenant à la famille des Anthribidae.